# Xylosma serrata
Xylosoma serrata é uma espécie de planta da família Salicaceae. É endémica da ilha de Montserrat, um território ultramarino do Reino Unido.